# Медоуз, Дженни
Дженнифер Бренда Медоуз — британская бегунья на короткие и средние дистанции.
Первого серьёзного успеха добилась в 2000 году, когда выиграла золотую медаль на чемпионате мира среди юниоров в эстафете 4×400 метров. На следующий года стала чемпионкой Европы среди молодёжи в эстафете. На чемпионате мира 2009 года стала бронзовым призёром в беге на 800 метров с результатом 1.57,93. Также завоевала бронзовую медаль в беге на 800 метров на чемпионате Европы 2010 года в Барселоне. На чемпионате Европы в помещении 2011 года завоевала 2 серебряные медали, в беге на 800 метров и в эстафете 4×400 метров.